# يوم التحرير (هولندا)

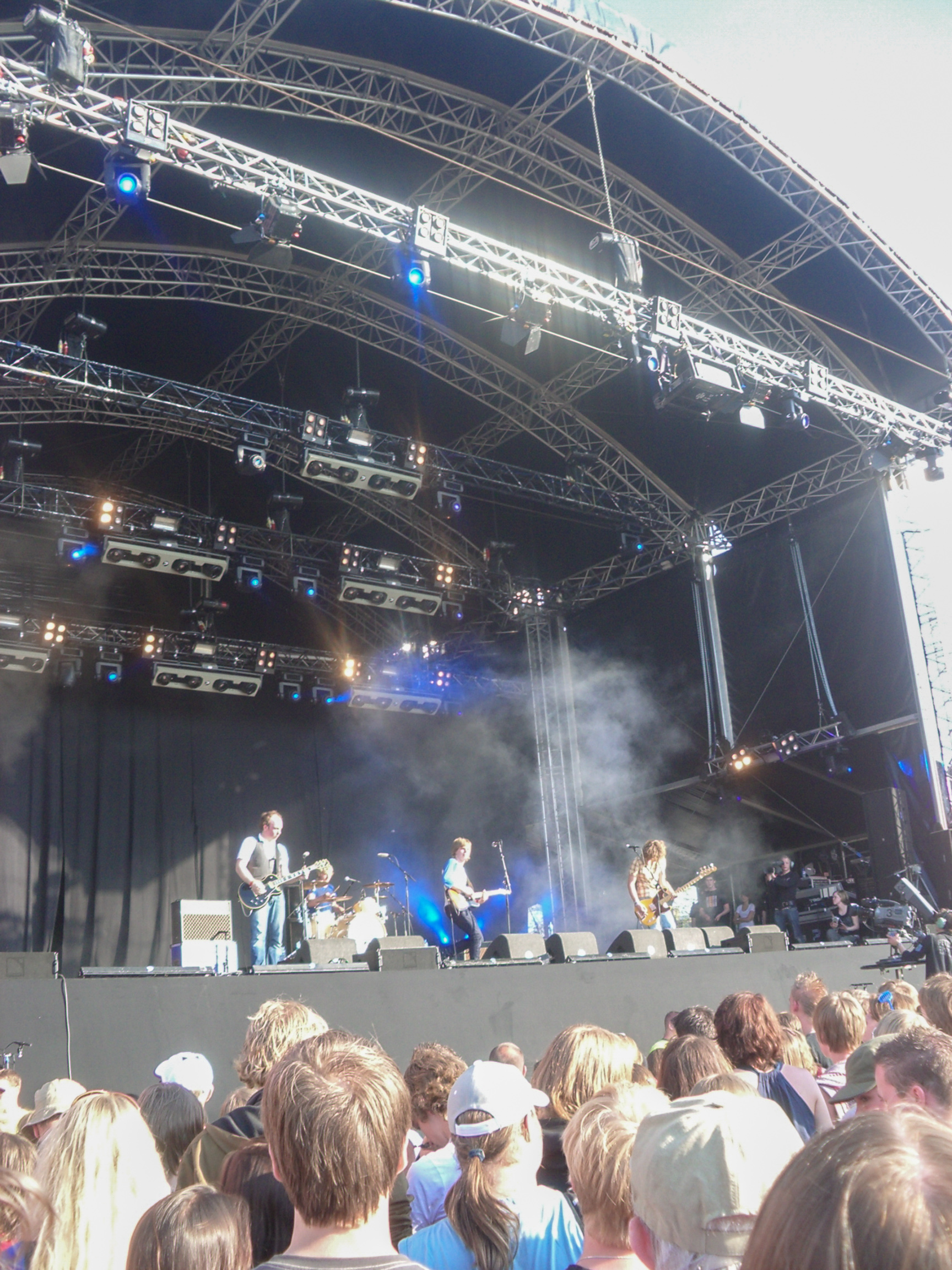
مهرجان الموسيقى في يوم التحرير 2008 في زفوله

في هولندا يتم الاحتفال ب يوم التحرير (بالهولندية: Bevrijdingsdag)‏ في الخامس من مايو كل عام بمناسبة انتهاء احتلال ألمانيا النازية خلال الحرب العالمية الثانية.
تم تحرير الأمة من قبل القوات الكندية، وفرق المشاة البريطانية، والفيلق البريطاني الأول، والفرقة المدرعة البولندية الأولى، والقوات الأمريكية والبلجيكية والهولندية والتشيكوسلوفاكية. لقد تم تحرير أجزاء من البلاد، ولا سيما الجنوب الشرقي، من قبل الجيش البريطاني الثاني الذي تضمن القوات الأمريكية والبولندية المحمولة جوًا (انظر عملية حديقة السوق) والطيران الفرنسي (انظر عملية أمهرست). وفي 5 مايو 1945، توصل الجنرال الكندي تشارلز فولكيس والقائد العام الألماني يوهانس بلاسكوفيتز إلى اتفاق بشأن استسلام القوات الألمانية في هولندا في فندق de Wereld في فاخينينجن وبعد ذلك بيوم واحد تم التوقيع على وثيقة الاستسلام في قاعة جامعة فاخينينغين الواقعة في الجوار.
بعد التحرير في عام 1945 تم الاحتفال بيوم التحرير مرة كل خمس سنوات. في عام 1990، تم إعلان اليوم عطلة وطنية حيث سيتم تذكر التحرير والاحتفال به كل عام.
في 4 مايو عقد الهولنديون "Dodenherdenking" إحياء ذكرى الموتى الذين قاتلوا وماتوا خلال الحرب العالمية الثانية وفي الحروب بشكل عام. هناك تجمعات تذكارية في جميع أنحاء المدن والبلاد ومنها النصب التذكاري الوطني في ساحة دام في أمستردام وفي Waalsdorpervlakte في الكثبان الرملية بالقرب من لاهاي، أحد أماكن الإعدام النازية الشهيرة. وفي جميع أنحاء البلاد، يتم الالتزام بدقيقتين من الصمت الساعة 8 مساءً. وفي 5 مايو يتم الاحتفال بالتحرير وتقام المهرجانات في معظم الأماكن في هولندا مع موكب من المحاربين القدامى و 14 مهرجانًا موسيقيًا في جميع أنحاء البلاد.

## روابط خارجية
- (بالهولندية) Nationaal Comité 4 en 5 mei
- الحرب العالمية الثانية: تحرير هولندا - كندا في الحرب
- أول فرقة مدرعة بولندية تحرر هولندا
- الفرقة المدرعة الكندية الرابعة التي تحرر هولندا